# NGC 4220

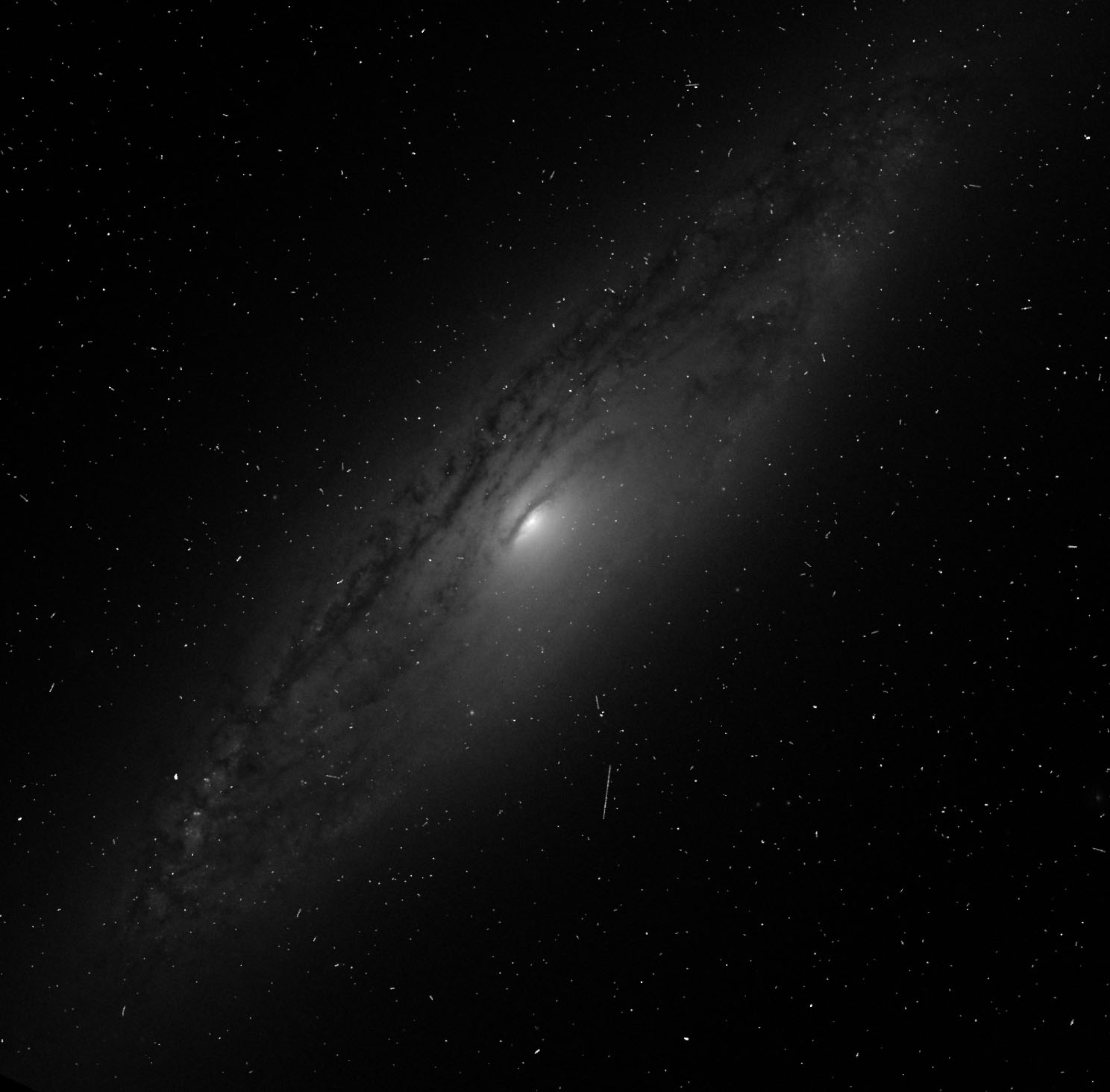
Aufnahme von NGC 4220 durch das Hubble-Weltraumteleskop.

NGC 4220 ist eine aktive Linsenförmige Galaxie mit ausgedehnten Sternentstehungsgebieten vom Hubble-Typ S0/a im Sternbild Canes Venatici am Nordsternhimmel. Sie ist schätzungsweise 44 Millionen Lichtjahre von der Milchstraße entfernt und hat einen Durchmesser von etwa 50.000 Lichtjahren.
Im selben Himmelsareal befinden sich u. a. die Galaxien NGC 4218, NGC 4231, NGC 4232, NGC 4248.
Die Supernova SN 1983O wurde hier beobachtet.
Das Objekt wurde am 9. März 1788 von dem Astronomen Wilhelm Herschel mit Hilfe seines 18,7 Zoll-Teleskops entdeckt.